# Rza Cafarov
Rza Cafarov, né le 3 juillet 2003 à Bakou en Azerbaïdjan, est un footballeur international azerbaïdjanais évoluant au poste de gardien de but au PFK Neftchi.

## Biographie

### En club
Formé au Neftchi PEK, Rza Cafarov intègre l'équipe première le 1er juillet 2022. Il signe un contrat de cinq ans, courant jusqu'au 30 juin 2027.
Lors de la saison 2024-2025, il dispute 30 matchs en Premyer Liqa, totalisant 2 700 minutes de jeu. Il encaisse 44 buts et réalise 5 clean sheets.
Selon un article de Report.az, Cafarov est considéré comme l'un des jeunes gardiens les plus prometteurs du championnat azerbaïdjanais.
En novembre 2024, il est élu meilleur gardien du mois par la Fédération de football d'Azerbaïdjan.

### Parcours en coupe nationale
Lors de la saison 2023-2024, le Neftchi Bakou réalise un beau parcours en Azerbaycan Kuboku, atteignant les demi-finales. Cependant, l'équipe subit une lourde défaite face au Qarabağ FK, s'inclinant 8-1 au score cumulé, mettant ainsi fin à son aventure dans la compétition.
En 2024-2025, le Neftchi Bakou affiche une meilleure solidité défensive. En quart de finale, le club élimine le Kapaz PFK (2-0 à l'aller, 1-0 au retour, 3-0 cumulé). Le gardien Rza Cafarov joue un rôle déterminant avec deux clean sheets. En demi-finale, le Neftchi s'incline face au Sabah FC (3-2 au score cumulé).

### En sélection
Le 22 mars 2024, Rza Cafarov honore sa première sélection avec l'équipe d'Azerbaïdjan lors d'un match amical contre la Mongolie. Sa performance lors de ce match est saluée pour sa solidité et son assurance.
En juin 2024, il est convoqué pour les matchs de la Ligue des nations de l'UEFA, mais reste sur le banc contre la Bulgarie et l'Albanie.
Lors de la phase de groupes de la Ligue des nations 2024-2025, Cafarov est titularisé pour deux rencontres.
Le 16 novembre 2024, il réalise un clean sheet contre l'Estonie, dans un match nul 0-0 disputé au Gabala City Stadium.
Le 19 novembre 2024, il est aligné contre la Suède au Friends Arena, encaissant six buts lors d'une lourde défaite 6-0, où Viktor Gyökeres inscrit un quadruplé.
Le 25 mars 2025, lors d'un match amical contre la Biélorussie, Rza Cafarov est titulaire, mais l'Azerbaïdjan s'incline sur le score de 2-0. Malgré plusieurs arrêts, il ne parvient pas à empêcher la défaite de son équipe.
Le 7 juin 2025, Rza Cafarov est titularisé dans les buts de l’équipe d’Azerbaïdjan lors d’un match amical face à la Lettonie à Riga, et parvient à conserver sa cage inviolée pour un score final de 0‑0. Trois jours plus tard, le 10 juin 2025, il est à nouveau titulaire en amical contre la Hongrie à Bakou : malgré une belle performance, l’Azerbaïdjan s’incline 2‑1 contre une équipe hongroise considérée comme plus forte.

## Statistiques

### Championnat
| Saison    | Club          | Championnat  | Matchs joués | Buts encaissés | Clean sheets |
| --------- | ------------- | ------------ | ------------ | -------------- | ------------ |
| 2024-2025 | Neftchi Bakou | Premyer Liqa | 30           | 44             | 5            |
| 2023-2024 | Neftchi Bakou | Premyer Liqa | 23           | 28             | 9            |
| 2022-2023 | Neftchi Bakou | Premyer Liqa | 1            | 2              | 0            |

### Coupe nationale
| Saison    | Club          | Compétition       | Matchs joués | Buts encaissés | Clean sheets |
| --------- | ------------- | ----------------- | ------------ | -------------- | ------------ |
| 2024-2025 | Neftchi Bakou | Azerbaycan Kuboku | 4            | 3              | 2            |
| 2023-2024 | Neftchi Bakou | Azerbaycan Kuboku | 4            | 7              | 1            |

### En sélection
| Pays        | Sélections | Matchs joués | Buts encaissés | Clean sheets |
| ----------- | ---------- | ------------ | -------------- | ------------ |
| Azerbaïdjan | 13         | 6            | 10             | 3            |

## Palmarès
En novembre 2024, il est élu meilleur gardien du mois par la Fédération de football d'Azerbaïdjan[réf. nécessaire].